# Yüksək dəstə 1999-2000
La Yüksək dəstə 1999-2000 è stata la nona edizione del massimo campionato di calcio azero, disputata tra l'agosto 1999 e il 20 maggio 2000 e conclusa con la vittoria del FK Shamkir, al suo primo titolo.
Capocannoniere del torneo fu Badri Kvaratskhelia (FK Shamkir) con 16 reti.

## Formula
Al torneo parteciparono 12 squadre che disputarono un turno di andata e ritorno per un totale di 22 partite con le ultime due classificate retrocesse in Birinci Divizionu.
Alla fine della stagione l'ANS Pivani Baki si sciolse per motivi finanziari permettendo il recupero del Hazar Universiteti Baki arrivato penultimo.
Le squadre qualificate alle coppe europee furono quattro. La vincente si qualificò alla UEFA Champions League 2000-2001, la seconda e la vincitrice della coppa nazionale alla Coppa UEFA 2000-2001 e un'ulteriore squadra partecipò alla Coppa Intertoto 2000.

## Classifica finale
|                        | Pos. | Squadra            | Pt | G  | V  | N  | P  | GF | GS | DR  |
| ---------------------- | ---- | ------------------ | -- | -- | -- | -- | -- | -- | -- | --- |
| Azerbaigian (bandiera) | 1.   | FK Shamkir         | 55 | 22 | 17 | 4  | 1  | 46 | 11 | +35 |
|                        | 2.   | FK Gäncä           | 44 | 22 | 14 | 2  | 6  | 46 | 24 | +22 |
|                        | 3.   | PFC Neftchi Baku   | 43 | 22 | 13 | 4  | 5  | 35 | 17 | +18 |
|                        | 4.   | FK Vilash Masalli  | 36 | 22 | 11 | 3  | 8  | 28 | 25 | +3  |
|                        | 5.   | ANS Pivani Baki    | 32 | 22 | 10 | 2  | 10 | 24 | 28 | -4  |
|                        | 6.   | Dinamo Baku        | 31 | 22 | 9  | 4  | 9  | 21 | 17 | +4  |
|                        | 7.   | Shafa Baku         | 27 | 22 | 8  | 3  | 11 | 22 | 32 | -10 |
|                        | 8.   | FK Karabakh        | 25 | 22 | 5  | 10 | 7  | 21 | 25 | -4  |
|                        | 9.   | Kimyachi Sumgayit  | 22 | 22 | 7  | 1  | 14 | 23 | 34 | -11 |
|                        | 10.  | PFC Turan Tovuz    | 20 | 22 | 5  | 5  | 12 | 17 | 36 | -19 |
|                        | 11.  | Xəzər Universiteti | 18 | 22 | 5  | 3  | 14 | 19 | 41 | -22 |
|                        | 12.  | OIK Baku           | 12 | 22 | 3  | 3  | 16 | 11 | 41 | -30 |

Legenda:

      Campione d'Azerbaigian
      Qualificata alla Coppa UEFA
      Qualificata alla Coppa Intertoto
      Retrocessa in Birinci Divizionu
Note:

Tre punti a vittoria, uno a pareggio, zero a sconfitta.

## Verdetti
- Campione: FK Shamkir
- Qualificata alla Champions League: FK Shamkir
- Qualificata alla Coppa UEFA: PFC Neftchi Baku, FK Gäncä
- Qualificata alla Coppa Intertoto: FK Vilash Masalli
- Retrocessa in Birinci Divizionu: OIK Baku, ANS Pivani Baki

## Marcatori
| Gol |  |  | Giocatore           | Squadra    |
| --- |  |  | ------------------- | ---------- |
| 16  |  |  | Badri Kvaratskhelia | FK Shamkir |
| 12  |  |  | Rovsan Ahmedov      | FK Gäncä   |
| 12  |  |  | Viktor Kulikov      | FK Shamkir |
| 10  |  |  | Ramiz Mamedov       | FK Gäncä   |